# Liste des planètes mineures (571001-572000)
Voici la liste des planètes mineures numérotées de 571001 à 572000. Les planètes mineures sont numérotées lorsque leur orbite est confirmée, ce qui peut parfois se produire longtemps après leur découverte. Elles sont classées ici par leur numéro.

## Planètes mineures 571001 à 572000
- (571001) 2006 YF50
- (571002) 2006 YG50
- (571003) 2006 YJ50
- (571004) 2006 YR55
- (571005) 2006 YR56
- (571006) 2006 YG57
- (571007) 2006 YM57
- (571008) 2006 YS57
- (571009) 2006 YV57
- (571010) 2006 YK58
- (571011) 2006 YJ59
- (571012) 2006 YK59
- (571013) 2006 YM59
- (571014) 2006 YH60
- (571015) 2006 YL60
- (571016) 2006 YN60
- (571017) 2006 YR60
- (571018) 2006 YQ61
- (571019) 2006 YP62
- (571020) 2006 YX62
- (571021) 2006 YN63
- (571022) 2006 YW63
- (571023) 2006 YU64
- (571024) 2006 YY64
- (571025) 2006 YC65
- (571026) 2006 YJ65
- (571027) 2006 YS65
- (571028) 2006 YW65
- (571029) 2006 YX65
- (571030) 2006 YT66
- (571031) 2006 YP67
- (571032) 2006 YS67
- (571033) 2006 YT67
- (571034) 2007 AL5
- (571035) 2007 AC7
- (571036) 2007 AD9
- (571037) 2007 AP9
- (571038) 2007 AT24
- (571039) 2007 AU26
- (571040) 2007 AS31
- (571041) 2007 AU31
- (571042) 2007 AF32
- (571043) 2007 AP32
- (571044) 2007 AF33
- (571045) 2007 AG33
- (571046) 2007 AQ33
- (571047) 2007 AJ34
- (571048) 2007 AM34
- (571049) 2007 AN35
- (571050) 2007 AR36
- (571051) 2007 AW36
- (571052) 2007 BP1
- (571053) 2007 BA2
- (571054) 2007 BW7
- (571055) 2007 BB9
- (571056) 2007 BA10
- (571057) 2007 BA15
- (571058) 2007 BK25
- (571059) 2007 BS25
- (571060) 2007 BC30
- (571061) 2007 BQ32
- (571062) 2007 BF33
- (571063) 2007 BN44
- (571064) 2007 BT50
- (571065) 2007 BL61
- (571066) 2007 BS65
- (571067) 2007 BM67
- (571068) 2007 BO71
- (571069) 2007 BH73
- (571070) 2007 BQ79
- (571071) 2007 BF86
- (571072) 2007 BZ94
- (571073) 2007 BX96
- (571074) 2007 BP99
- (571075) 2007 BC100
- (571076) 2007 BD104
- (571077) 2007 BF104
- (571078) 2007 BP104
- (571079) 2007 BV104
- (571080) 2007 BA105
- (571081) 2007 BK105
- (571082) 2007 BN105
- (571083) 2007 BO105
- (571084) 2007 BP105
- (571085) 2007 BH106
- (571086) 2007 BP106
- (571087) 2007 BQ107
- (571088) 2007 BT108
- (571089) 2007 BL109
- (571090) 2007 BM109
- (571091) 2007 BN109
- (571092) 2007 BT109
- (571093) 2007 BJ110
- (571094) 2007 BW110
- (571095) 2007 BV112
- (571096) 2007 BF114
- (571097) 2007 BG115
- (571098) 2007 BZ115
- (571099) 2007 BD116
- (571100) 2007 BT116
- (571101) 2007 BX116
- (571102) 2007 CG10
- (571103) 2007 CE14
- (571104) 2007 CU14
- (571105) 2007 CV15
- (571106) 2007 CY16
- (571107) 2007 CD17
- (571108) 2007 CH17
- (571109) 2007 CF18
- (571110) 2007 CY26
- (571111) 2007 CA33
- (571112) 2007 CL40
- (571113) 2007 CP42
- (571114) 2007 CE43
- (571115) 2007 CH46
- (571116) 2007 CE49
- (571117) Mikehudson
- (571118) 2007 CZ67
- (571119) 2007 CK69
- (571120) 2007 CO69
- (571121) 2007 CK73
- (571122) 2007 CX78
- (571123) 2007 CQ80
- (571124) 2007 CR80
- (571125) 2007 CV80
- (571126) 2007 CE81
- (571127) 2007 CJ81
- (571128) 2007 CQ83
- (571129) 2007 CO84
- (571130) 2007 CP84
- (571131) 2007 CV84
- (571132) 2007 DN18
- (571133) 2007 DU19
- (571134) 2007 DA20
- (571135) 2007 DC22
- (571136) 2007 DW22
- (571137) 2007 DN24
- (571138) 2007 DQ32
- (571139) 2007 DY41
- (571140) 2007 DJ48
- (571141) 2007 DW48
- (571142) 2007 DL59
- (571143) 2007 DT62
- (571144) 2007 DG66
- (571145) 2007 DB70
- (571146) 2007 DY70
- (571147) 2007 DC74
- (571148) 2007 DX80
- (571149) 2007 DM81
- (571150) 2007 DF83
- (571151) 2007 DB84
- (571152) 2007 DZ90
- (571153) 2007 DA92
- (571154) 2007 DY95
- (571155) 2007 DD97
- (571156) 2007 DX102
- (571157) 2007 DJ116
- (571158) 2007 DO116
- (571159) 2007 DX118
- (571160) 2007 DD120
- (571161) 2007 DS120
- (571162) 2007 DL121
- (571163) 2007 DV121
- (571164) 2007 DT122
- (571165) 2007 DW122
- (571166) 2007 DY122
- (571167) 2007 DR123
- (571168) 2007 DL124
- (571169) 2007 DD125
- (571170) 2007 DP125
- (571171) 2007 DT125
- (571172) 2007 DX125
- (571173) 2007 DF126
- (571174) 2007 DM126
- (571175) 2007 DU127
- (571176) 2007 DW127
- (571177) 2007 DF128
- (571178) 2007 DO129
- (571179) 2007 EU2
- (571180) 2007 EJ3
- (571181) 2007 EO3
- (571182) 2007 EX3
- (571183) 2007 EJ15
- (571184) 2007 EY17
- (571185) 2007 EE19
- (571186) 2007 EM23
- (571187) 2007 EX23
- (571188) 2007 EF27
- (571189) 2007 EG29
- (571190) 2007 EJ29
- (571191) 2007 ES33
- (571192) 2007 ED42
- (571193) 2007 EQ44
- (571194) 2007 EC50
- (571195) 2007 EW60
- (571196) 2007 EU63
- (571197) 2007 ED65
- (571198) 2007 EN65
- (571199) 2007 EX71
- (571200) 2007 EY72
- (571201) 2007 EQ74
- (571202) 2007 ER77
- (571203) 2007 EQ83
- (571204) 2007 ER83
- (571205) 2007 EO84
- (571206) 2007 EF85
- (571207) 2007 EM87
- (571208) 2007 ER93
- (571209) 2007 EV93
- (571210) 2007 EA98
- (571211) 2007 EM104
- (571212) 2007 EZ110
- (571213) 2007 EA116
- (571214) 2007 EY121
- (571215) 2007 EF122
- (571216) 2007 EW123
- (571217) 2007 EN125
- (571218) 2007 EC129
- (571219) 2007 EM134
- (571220) 2007 ER137
- (571221) 2007 EC138
- (571222) 2007 EQ138
- (571223) 2007 EN144
- (571224) 2007 EX153
- (571225) 2007 ES157
- (571226) 2007 EJ163
- (571227) 2007 EW165
- (571228) 2007 EV167
- (571229) 2007 EU168
- (571230) 2007 EH172
- (571231) 2007 EO172
- (571232) 2007 EN173
- (571233) 2007 ET176
- (571234) 2007 EF178
- (571235) 2007 EL179
- (571236) 2007 EZ183
- (571237) 2007 EC186
- (571238) 2007 ED187
- (571239) 2007 EQ191
- (571240) 2007 EQ202
- (571241) 2007 EQ204
- (571242) 2007 EG207
- (571243) 2007 EK216
- (571244) 2007 EW217
- (571245) 2007 EE226
- (571246) 2007 ES226
- (571247) 2007 EX226
- (571248) 2007 EJ227
- (571249) 2007 EP227
- (571250) 2007 EL228
- (571251) 2007 ER228
- (571252) 2007 EX228
- (571253) 2007 EK229
- (571254) 2007 EQ229
- (571255) 2007 ER229
- (571256) 2007 EQ230
- (571257) 2007 EB231
- (571258) 2007 EE231
- (571259) 2007 EJ231
- (571260) 2007 EP231
- (571261) 2007 EU231
- (571262) 2007 EL232
- (571263) 2007 EE233
- (571264) 2007 EA236
- (571265) 2007 EQ236
- (571266) 2007 EB239
- (571267) 2007 ER239
- (571268) 2007 EY239
- (571269) 2007 EH241
- (571270) 2007 ER241
- (571271) 2007 FZ2
- (571272) 2007 FZ4
- (571273) 2007 FB5
- (571274) 2007 FR6
- (571275) 2007 FT6
- (571276) 2007 FJ7
- (571277) 2007 FM8
- (571278) 2007 FB17
- (571279) 2007 FU18
- (571280) 2007 FU19
- (571281) 2007 FL41
- (571282) 2007 FT41
- (571283) 2007 FU42
- (571284) 2007 FJ52
- (571285) 2007 FK52
- (571286) 2007 FU52
- (571287) 2007 FP53
- (571288) 2007 FS53
- (571289) 2007 FX53
- (571290) 2007 FA54
- (571291) 2007 FU54
- (571292) 2007 FD55
- (571293) 2007 FV55
- (571294) 2007 FF56
- (571295) 2007 FQ56
- (571296) 2007 FY58
- (571297) 2007 FA59
- (571298) 2007 FO59
- (571299) 2007 FB60
- (571300) 2007 FG60
- (571301) 2007 GB6
- (571302) 2007 GN7
- (571303) 2007 GH9
- (571304) 2007 GX13
- (571305) 2007 GZ18
- (571306) 2007 GH26
- (571307) 2007 GT37
- (571308) 2007 GD39
- (571309) 2007 GJ60
- (571310) 2007 GN62
- (571311) 2007 GX63
- (571312) 2007 GS75
- (571313) 2007 GD77
- (571314) 2007 GK79
- (571315) 2007 GM79
- (571316) 2007 GO79
- (571317) 2007 GH80
- (571318) 2007 GK80
- (571319) 2007 GB81
- (571320) 2007 GF81
- (571321) 2007 HN
- (571322) 2007 HV8
- (571323) 2007 HY8
- (571324) 2007 HR9
- (571325) 2007 HK12
- (571326) 2007 HZ13
- (571327) 2007 HS14
- (571328) 2007 HH36
- (571329) 2007 HL36
- (571330) 2007 HH37
- (571331) 2007 HB41
- (571332) 2007 HQ43
- (571333) 2007 HQ44
- (571334) 2007 HG54
- (571335) 2007 HH54
- (571336) 2007 HX56
- (571337) 2007 HC59
- (571338) 2007 HA63
- (571339) 2007 HQ73
- (571340) 2007 HR77
- (571341) 2007 HJ78
- (571342) 2007 HC81
- (571343) 2007 HJ83
- (571344) 2007 HR84
- (571345) 2007 HH86
- (571346) 2007 HN88
- (571347) 2007 HX90
- (571348) 2007 HD91
- (571349) 2007 HQ92
- (571350) 2007 HS99
- (571351) 2007 HT100
- (571352) 2007 HV100
- (571353) 2007 HY101
- (571354) 2007 HC102
- (571355) 2007 HT102
- (571356) 2007 HW102
- (571357) 2007 HU104
- (571358) 2007 HN111
- (571359) 2007 HO111
- (571360) 2007 HD112
- (571361) 2007 HD113
- (571362) 2007 JS10
- (571363) 2007 JC20
- (571364) 2007 JL20
- (571365) 2007 JF27
- (571366) 2007 JE31
- (571367) 2007 JO31
- (571368) 2007 JC32
- (571369) 2007 JD37
- (571370) 2007 JX37
- (571371) 2007 JJ38
- (571372) 2007 JM41
- (571373) 2007 JW42
- (571374) 2007 JX46
- (571375) 2007 JH47
- (571376) 2007 JK47
- (571377) 2007 JB48
- (571378) 2007 JP48
- (571379) 2007 JE49
- (571380) 2007 JP49
- (571381) 2007 JB51
- (571382) 2007 JP51
- (571383) 2007 KY
- (571384) 2007 KC1
- (571385) 2007 KC2
- (571386) 2007 KZ2
- (571387) 2007 KA6
- (571388) 2007 KE10
- (571389) 2007 KP10
- (571390) 2007 KV11
- (571391) 2007 KW11
- (571392) 2007 LQ3
- (571393) 2007 LD7
- (571394) 2007 LL10
- (571395) 2007 LU12
- (571396) 2007 LM20
- (571397) 2007 LZ22
- (571398) Jasonrowe
- (571399) 2007 LA31
- (571400) 2007 LJ34
- (571401) 2007 LR34
- (571402) 2007 LX38
- (571403) 2007 LR39
- (571404) 2007 MG2
- (571405) 2007 MP4
- (571406) 2007 MR12
- (571407) 2007 MA13
- (571408) 2007 MY13
- (571409) 2007 MA18
- (571410) 2007 MR18
- (571411) 2007 MR22
- (571412) 2007 MU27
- (571413) 2007 MX27
- (571414) 2007 MB28
- (571415) 2007 MF29
- (571416) 2007 MH29
- (571417) 2007 MK29
- (571418) 2007 MM29
- (571419) 2007 NP7
- (571420) 2007 OS11
- (571421) 2007 OY11
- (571422) 2007 PQ3
- (571423) 2007 PH5
- (571424) 2007 PH11
- (571425) 2007 PD31
- (571426) 2007 PA51
- (571427) 2007 PW51
- (571428) 2007 PL52
- (571429) 2007 PW52
- (571430) 2007 QV1
- (571431) 2007 QG2
- (571432) 2007 QY18
- (571433) 2007 QC19
- (571434) 2007 QL19
- (571435) 2007 RB4
- (571436) 2007 RO4
- (571437) 2007 RT5
- (571438) 2007 RG14
- (571439) 2007 RZ16
- (571440) 2007 RB30
- (571441) 2007 RC32
- (571442) 2007 RP52
- (571443) 2007 RZ52
- (571444) 2007 RR63
- (571445) 2007 RJ67
- (571446) 2007 RO75
- (571447) 2007 RN77
- (571448) 2007 RJ81
- (571449) 2007 RX84
- (571450) 2007 RN86
- (571451) 2007 RM89
- (571452) 2007 RS92
- (571453) 2007 RC95
- (571454) 2007 RK96
- (571455) 2007 RX101
- (571456) 2007 RC115
- (571457) 2007 RK119
- (571458) 2007 RB122
- (571459) 2007 RC125
- (571460) 2007 RJ125
- (571461) 2007 RK151
- (571462) 2007 RV151
- (571463) 2007 RA156
- (571464) 2007 RU156
- (571465) 2007 RL157
- (571466) 2007 RJ176
- (571467) 2007 RW178
- (571468) 2007 RY185
- (571469) 2007 RA186
- (571470) 2007 RR187
- (571471) 2007 RB188
- (571472) 2007 RP188
- (571473) 2007 RA192
- (571474) 2007 RV209
- (571475) 2007 RN211
- (571476) 2007 RV218
- (571477) 2007 RC231
- (571478) 2007 RV234
- (571479) 2007 RZ248
- (571480) 2007 RG254
- (571481) 2007 RA260
- (571482) 2007 RP261
- (571483) 2007 RX268
- (571484) 2007 RE283
- (571485) 2007 RQ299
- (571486) 2007 RT316
- (571487) 2007 RW323
- (571488) 2007 RX329
- (571489) 2007 RS330
- (571490) 2007 RB332
- (571491) 2007 RD332
- (571492) 2007 RZ332
- (571493) 2007 RB335
- (571494) 2007 RL335
- (571495) 2007 RN335
- (571496) 2007 RU335
- (571497) 2007 RV335
- (571498) 2007 RX335
- (571499) 2007 RJ337
- (571500) 2007 RR337
- (571501) 2007 RX337
- (571502) 2007 RY337
- (571503) 2007 RM340
- (571504) 2007 RQ340
- (571505) 2007 RU340
- (571506) 2007 RT341
- (571507) 2007 RQ342
- (571508) 2007 RS342
- (571509) 2007 RZ342
- (571510) 2007 RC344
- (571511) 2007 RC345
- (571512) 2007 RX346
- (571513) 2007 RB347
- (571514) 2007 RM350
- (571515) 2007 RT350
- (571516) 2007 RL352
- (571517) 2007 RP353
- (571518) 2007 RX354
- (571519) 2007 RD355
- (571520) 2007 RH356
- (571521) 2007 RP356
- (571522) 2007 RQ357
- (571523) 2007 RZ357
- (571524) 2007 RE368
- (571525) 2007 SU16
- (571526) 2007 SQ20
- (571527) 2007 SS21
- (571528) 2007 SC24
- (571529) 2007 SP26
- (571530) 2007 SX26
- (571531) 2007 SE29
- (571532) 2007 TC7
- (571533) 2007 TH7
- (571534) 2007 TN8
- (571535) 2007 TO15
- (571536) 2007 TO29
- (571537) 2007 TY33
- (571538) 2007 TM38
- (571539) 2007 TS41
- (571540) 2007 TU48
- (571541) 2007 TR50
- (571542) 2007 TE51
- (571543) 2007 TF54
- (571544) 2007 TL57
- (571545) 2007 TM65
- (571546) 2007 TP68
- (571547) 2007 TZ80
- (571548) 2007 TW85
- (571549) 2007 TY90
- (571550) 2007 TC94
- (571551) 2007 TO100
- (571552) 2007 TD107
- (571553) 2007 TX116
- (571554) 2007 TM123
- (571555) 2007 TH155
- (571556) 2007 TK157
- (571557) 2007 TW169
- (571558) 2007 TN171
- (571559) 2007 TC173
- (571560) 2007 TT181
- (571561) 2007 TE188
- (571562) 2007 TL190
- (571563) 2007 TX198
- (571564) 2007 TA205
- (571565) 2007 TF206
- (571566) 2007 TP207
- (571567) 2007 TG210
- (571568) 2007 TV211
- (571569) 2007 TW219
- (571570) 2007 TA220
- (571571) 2007 TR225
- (571572) 2007 TL229
- (571573) 2007 TB232
- (571574) 2007 TH236
- (571575) 2007 TX238
- (571576) 2007 TD242
- (571577) 2007 TA251
- (571578) 2007 TB257
- (571579) 2007 TE259
- (571580) 2007 TL263
- (571581) 2007 TY270
- (571582) 2007 TV274
- (571583) 2007 TG285
- (571584) 2007 TA292
- (571585) 2007 TR294
- (571586) 2007 TB296
- (571587) 2007 TN298
- (571588) 2007 TM299
- (571589) 2007 TH301
- (571590) 2007 TF308
- (571591) 2007 TN310
- (571592) 2007 TU310
- (571593) 2007 TZ310
- (571594) 2007 TE316
- (571595) 2007 TL316
- (571596) 2007 TC319
- (571597) 2007 TL322
- (571598) 2007 TG327
- (571599) 2007 TV328
- (571600) 2007 TO329
- (571601) 2007 TV331
- (571602) 2007 TO342
- (571603) 2007 TZ344
- (571604) 2007 TT346
- (571605) 2007 TK366
- (571606) 2007 TA370
- (571607) 2007 TZ374
- (571608) 2007 TK375
- (571609) 2007 TR384
- (571610) 2007 TD389
- (571611) 2007 TG394
- (571612) 2007 TB396
- (571613) 2007 TU399
- (571614) 2007 TO426
- (571615) 2007 TZ429
- (571616) 2007 TU436
- (571617) 2007 TR439
- (571618) 2007 TF447
- (571619) 2007 TU456
- (571620) 2007 TA458
- (571621) 2007 TZ460
- (571622) 2007 TB461
- (571623) 2007 TD461
- (571624) 2007 TZ461
- (571625) 2007 TE462
- (571626) 2007 TT463
- (571627) 2007 TZ463
- (571628) 2007 TJ466
- (571629) 2007 TU466
- (571630) 2007 TG467
- (571631) 2007 TW469
- (571632) 2007 TC470
- (571633) 2007 TH470
- (571634) 2007 TR474
- (571635) 2007 TT474
- (571636) 2007 TB475
- (571637) 2007 TD475
- (571638) 2007 TK475
- (571639) 2007 TP475
- (571640) 2007 TM476
- (571641) 2007 TB477
- (571642) 2007 TQ477
- (571643) 2007 TZ478
- (571644) 2007 TU480
- (571645) 2007 TN481
- (571646) 2007 TP481
- (571647) 2007 TJ482
- (571648) 2007 TA483
- (571649) 2007 TL484
- (571650) 2007 TO484
- (571651) 2007 TW484
- (571652) 2007 TC485
- (571653) 2007 TG486
- (571654) 2007 TO487
- (571655) 2007 TP487
- (571656) 2007 TV488
- (571657) 2007 TK489
- (571658) 2007 TN490
- (571659) 2007 TZ490
- (571660) 2007 TW491
- (571661) 2007 TW494
- (571662) 2007 TY494
- (571663) 2007 UO13
- (571664) 2007 UK17
- (571665) 2007 US17
- (571666) 2007 UH21
- (571667) 2007 UO22
- (571668) 2007 UP23
- (571669) 2007 US28
- (571670) 2007 UJ34
- (571671) 2007 UQ38
- (571672) 2007 UK45
- (571673) 2007 UK53
- (571674) 2007 UK54
- (571675) 2007 UH60
- (571676) 2007 UB61
- (571677) 2007 UV64
- (571678) 2007 UA69
- (571679) 2007 UK73
- (571680) 2007 UW73
- (571681) 2007 UZ77
- (571682) 2007 UU79
- (571683) 2007 UZ82
- (571684) 2007 UJ83
- (571685) 2007 US84
- (571686) 2007 UQ88
- (571687) 2007 UU89
- (571688) 2007 UH91
- (571689) 2007 UD92
- (571690) 2007 UL95
- (571691) 2007 UR100
- (571692) 2007 UK103
- (571693) 2007 UV104
- (571694) 2007 UR106
- (571695) 2007 UL117
- (571696) 2007 UD132
- (571697) 2007 UW143
- (571698) 2007 UP144
- (571699) 2007 UQ144
- (571700) 2007 UY144
- (571701) 2007 UY145
- (571702) 2007 UK146
- (571703) 2007 UN146
- (571704) 2007 UR146
- (571705) 2007 UH148
- (571706) 2007 UW148
- (571707) 2007 UA149
- (571708) 2007 UQ149
- (571709) 2007 UC150
- (571710) 2007 UA151
- (571711) 2007 UX151
- (571712) 2007 UB152
- (571713) 2007 UD152
- (571714) 2007 UM152
- (571715) 2007 UA154
- (571716) 2007 UD155
- (571717) 2007 UK155
- (571718) 2007 UF156
- (571719) 2007 UQ156
- (571720) 2007 UM161
- (571721) 2007 VN5
- (571722) 2007 VC23
- (571723) 2007 VE24
- (571724) 2007 VJ28
- (571725) 2007 VL29
- (571726) 2007 VL32
- (571727) 2007 VR32
- (571728) 2007 VL39
- (571729) 2007 VH42
- (571730) 2007 VN42
- (571731) 2007 VH44
- (571732) 2007 VB46
- (571733) 2007 VQ49
- (571734) 2007 VL57
- (571735) 2007 VA71
- (571736) 2007 VN75
- (571737) 2007 VJ82
- (571738) 2007 VP85
- (571739) 2007 VJ107
- (571740) 2007 VQ113
- (571741) 2007 VT113
- (571742) 2007 VM114
- (571743) 2007 VG117
- (571744) 2007 VC118
- (571745) 2007 VU119
- (571746) 2007 VU124
- (571747) 2007 VB125
- (571748) 2007 VS133
- (571749) 2007 VX146
- (571750) 2007 VW148
- (571751) 2007 VS151
- (571752) 2007 VW151
- (571753) 2007 VZ151
- (571754) 2007 VN152
- (571755) 2007 VL157
- (571756) 2007 VB159
- (571757) 2007 VR160
- (571758) 2007 VS163
- (571759) 2007 VQ164
- (571760) 2007 VU172
- (571761) 2007 VT181
- (571762) 2007 VH191
- (571763) 2007 VN197
- (571764) 2007 VB200
- (571765) 2007 VC205
- (571766) 2007 VD211
- (571767) 2007 VO212
- (571768) 2007 VA213
- (571769) 2007 VS213
- (571770) 2007 VM220
- (571771) 2007 VX220
- (571772) 2007 VZ223
- (571773) 2007 VM226
- (571774) 2007 VU227
- (571775) 2007 VA229
- (571776) 2007 VP230
- (571777) 2007 VW231
- (571778) 2007 VR246
- (571779) 2007 VJ261
- (571780) 2007 VP261
- (571781) 2007 VW261
- (571782) 2007 VD274
- (571783) 2007 VN286
- (571784) 2007 VV287
- (571785) 2007 VU288
- (571786) 2007 VA301
- (571787) 2007 VA318
- (571788) 2007 VV319
- (571789) 2007 VW325
- (571790) 2007 VH327
- (571791) 2007 VX336
- (571792) 2007 VB338
- (571793) 2007 VF339
- (571794) 2007 VR339
- (571795) 2007 VP340
- (571796) 2007 VQ340
- (571797) 2007 VZ341
- (571798) 2007 VP342
- (571799) 2007 VY343
- (571800) 2007 VA344
- (571801) 2007 VC344
- (571802) 2007 VL344
- (571803) 2007 VP344
- (571804) 2007 VT344
- (571805) 2007 VM346
- (571806) 2007 VO348
- (571807) 2007 VQ348
- (571808) 2007 VU348
- (571809) 2007 VF350
- (571810) 2007 VB351
- (571811) 2007 VH351
- (571812) 2007 VP351
- (571813) 2007 VN352
- (571814) 2007 VO352
- (571815) 2007 VQ352
- (571816) 2007 VH355
- (571817) 2007 VM355
- (571818) 2007 VC356
- (571819) 2007 VE356
- (571820) 2007 VM359
- (571821) 2007 VN359
- (571822) 2007 VW359
- (571823) 2007 VV360
- (571824) 2007 VF361
- (571825) 2007 VH361
- (571826) 2007 VJ361
- (571827) 2007 VZ361
- (571828) 2007 VX363
- (571829) 2007 VW364
- (571830) 2007 VM365
- (571831) 2007 VK366
- (571832) 2007 VQ373
- (571833) 2007 VJ374
- (571834) 2007 WE11
- (571835) 2007 WB12
- (571836) 2007 WM14
- (571837) 2007 WB21
- (571838) 2007 WB22
- (571839) 2007 WU26
- (571840) 2007 WU29
- (571841) 2007 WA32
- (571842) 2007 WL35
- (571843) 2007 WQ35
- (571844) 2007 WM44
- (571845) 2007 WK46
- (571846) 2007 WS48
- (571847) 2007 WE49
- (571848) 2007 WM55
- (571849) 2007 WX56
- (571850) 2007 WF57
- (571851) 2007 WW65
- (571852) 2007 WD66
- (571853) 2007 WJ66
- (571854) 2007 WC68
- (571855) 2007 WV69
- (571856) 2007 WD70
- (571857) 2007 WZ70
- (571858) 2007 WE71
- (571859) 2007 WS71
- (571860) 2007 WJ73
- (571861) 2007 XD5
- (571862) 2007 XZ6
- (571863) 2007 XW17
- (571864) 2007 XA27
- (571865) 2007 XT31
- (571866) 2007 XF35
- (571867) 2007 XD40
- (571868) 2007 XQ44
- (571869) 2007 XB46
- (571870) 2007 XD46
- (571871) 2007 XE49
- (571872) 2007 XG54
- (571873) 2007 XX59
- (571874) 2007 XK61
- (571875) 2007 XZ61
- (571876) 2007 XB62
- (571877) 2007 XK62
- (571878) 2007 XZ62
- (571879) 2007 XB63
- (571880) 2007 XQ64
- (571881) 2007 XX64
- (571882) 2007 XF65
- (571883) 2007 XR65
- (571884) 2007 XF66
- (571885) 2007 XH69
- (571886) 2007 XJ69
- (571887) 2007 XN69
- (571888) 2007 YP
- (571889) 2007 YS
- (571890) 2007 YE3
- (571891) 2007 YF8
- (571892) 2007 YH8
- (571893) 2007 YO8
- (571894) 2007 YY11
- (571895) 2007 YF13
- (571896) 2007 YR16
- (571897) 2007 YQ21
- (571898) 2007 YA23
- (571899) 2007 YB23
- (571900) 2007 YC24
- (571901) 2007 YT32
- (571902) 2007 YV32
- (571903) 2007 YG37
- (571904) 2007 YH43
- (571905) 2007 YH52
- (571906) 2007 YJ57
- (571907) 2007 YW64
- (571908) 2007 YO68
- (571909) 2007 YK75
- (571910) 2007 YZ76
- (571911) 2007 YW77
- (571912) 2007 YF78
- (571913) 2007 YK78
- (571914) 2007 YZ78
- (571915) 2007 YK80
- (571916) 2007 YM80
- (571917) 2007 YY82
- (571918) 2007 YG83
- (571919) 2007 YM85
- (571920) 2007 YX85
- (571921) 2007 YV86
- (571922) 2007 YL87
- (571923) 2007 YO87
- (571924) 2007 YW87
- (571925) 2007 YV88
- (571926) 2007 YW88
- (571927) 2007 YM89
- (571928) 2007 YC90
- (571929) 2007 YJ90
- (571930) 2007 YV90
- (571931) 2007 YW90
- (571932) 2007 YD91
- (571933) 2007 YH91
- (571934) 2007 YR91
- (571935) 2007 YY91
- (571936) 2007 YF95
- (571937) 2008 AA
- (571938) Mariaeimmart
- (571939) 2008 AE8
- (571940) 2008 AG12
- (571941) 2008 AR14
- (571942) 2008 AM16
- (571943) 2008 AN16
- (571944) 2008 AO16
- (571945) 2008 AG23
- (571946) 2008 AR23
- (571947) 2008 AZ40
- (571948) 2008 AR45
- (571949) 2008 AK47
- (571950) 2008 AJ49
- (571951) 2008 AF50
- (571952) 2008 AY50
- (571953) 2008 AF52
- (571954) 2008 AB56
- (571955) 2008 AR57
- (571956) 2008 AN66
- (571957) 2008 AS67
- (571958) 2008 AK71
- (571959) 2008 AZ73
- (571960) 2008 AS74
- (571961) 2008 AW76
- (571962) 2008 AS81
- (571963) 2008 AE83
- (571964) 2008 AR83
- (571965) 2008 AK84
- (571966) 2008 AG87
- (571967) 2008 AS87
- (571968) 2008 AN89
- (571969) 2008 AZ89
- (571970) 2008 AC90
- (571971) 2008 AC91
- (571972) 2008 AG92
- (571973) 2008 AH95
- (571974) 2008 AW96
- (571975) 2008 AT100
- (571976) 2008 AF117
- (571977) 2008 AM126
- (571978) 2008 AL128
- (571979) 2008 AK131
- (571980) 2008 AX136
- (571981) 2008 AO139
- (571982) 2008 AU139
- (571983) 2008 AN140
- (571984) 2008 AR140
- (571985) 2008 AW140
- (571986) 2008 AY140
- (571987) 2008 AB141
- (571988) 2008 AJ141
- (571989) 2008 AH142
- (571990) 2008 AU142
- (571991) 2008 AH143
- (571992) 2008 AW143
- (571993) 2008 AC144
- (571994) 2008 AM144
- (571995) 2008 AX144
- (571996) 2008 AJ145
- (571997) 2008 AX145
- (571998) 2008 AM146
- (571999) 2008 AF147
- (572000) 2008 AY147